# Heterospilus attraholucus
Heterospilus attraholucus (лат.) — вид наездников рода Heterospilus из подсемейства Doryctinae семейства бракониды (Braconidae). Встречаются в Центральной Америке: эндемик Коста-Рики.

## Описание
Мелкие перепончатокрылые насекомые, длина 2,25 мм. Голова и мезосома в основном коричневые. Метасомальные тергиты от жёлтого до светло-коричневого. 2-й тергит жёлтый. Скапус жёлтый, без латеральной коричневой полосы. Ноги жёлтая. Жгутик коричневый (состоит из 19 члеников). Голова в основном гладкая (лоб, вертекс и лицо). Скутум, мезоплеврон и мезоскутум гранулированные. Расстояние между сложным глазом и простым глазком (оцеллием) равно 2,5 диаметрам бокового простого глазка. Маларное пространство больше 0,25 высоты глаза. Первый тергит брюшка продольно бороздчатый; его апикальная ширина равна длине. 2-й тергит продольно бороздчат. 4-7-й тергиты брюшка гладкие. Яйцеклад в длину равен половине длины брюшка. Жилка r переднего крыла немного длиннее жилки 3RSa. В переднем крыле развита радиомедиальная жилка. Передняя голень с единственным рядом коротких шипиков вдоль переднего края. На задних тазиках ног есть отчётливый антеровентральный базальный выступ, вертекс головы сбоку у глаз нерезко угловатый. Предположительно, как и другие виды рода Heterospilus, паразитируют на жуках или бабочках. Вид был впервые описан в 2013 году американским гименоптерологом Полом Маршем (Paul M. Marsh; Норт-Ньютон, Канзас, США) с группой американских коллег-энтомологов (Wild Alexander L., Whitfield James B.; Иллинойсский университет в Урбане-Шампейне, Эрбана, Иллинойс, США). Типовой экземпляр был пойман в световую ловушку, с чем и связано латинское видовое название H. attraholucus (attraho + lucis; привлечённый светом). От близких видов отличается отсутствием в заднем крыле жилки SC+R и удлинённой жилкой r переднего крыла.